# Philip Varone
Philip „Phil“ Varone (* 4. Dezember 1990 in Vaughan, Ontario) ist ein kanadischer Eishockeyspieler, der zuletzt bis zum Ende der Saison 2024/25 bei den Grizzlys Wolfsburg aus der Deutschen Eishockey Liga (DEL) unter Vertrag gestanden und dort auf der Position des Centers gespielt hat. Zuvor absolvierte Varone annähernd 550 Partien in der American Hockey League (AHL) und stand in weiteren 97 Spielen für die Buffalo Sabres, Ottawa Senators und Philadelphia Flyers in der National Hockey League (NHL) auf dem Eis.

## Karriere
Varone verbrachte seine Juniorenzeit zwischen 2007 und 2011 in der Ontario Hockey League (OHL), nachdem er zuvor für Jugendteams in seiner Geburtsstadt Vaughan und in Kitchener gespielt hatte. In der OHL war der Stürmer aufgrund zahlreicher Transfers für drei verschiedene Teams – die Kitchener Rangers, London Knights und Erie Otters aktiv. Während dieser Zeit wurde er im NHL Entry Draft 2009 in der fünften Runde an 147. Position von den San Jose Sharks aus der National Hockey League (NHL) ausgewählt.
Da San Jose den Angreifer in den folgenden zwei Jahren nicht unter Vertrag genommen hatte, wechselte er im September 2011 als Free Agent zu den Rochester Americans in die American Hockey League (AHL). Dort überzeugte Varone so sehr, dass er bereits im folgenden Frühjahr einen NHL-Einstiegsvertrag durch die Buffalo Sabres aus der NHL erhielt, die in Kooperation mit den Amerks standen. Zwar verbrachte der Kanadier die Spielzeiten 2011/12 und 2012/13 komplett in der AHL, doch im Verlauf der Saison 2013/14 feierte er für Buffalo sein NHL-Debüt. Diese setzten ihn mit Ausnahme von neun Partien aber wieder ausschließlich in der American Hockey League ein. Im folgenden Spieljahr kam er dann vermehrt in der NHL zum Einsatz. Nachdem er allerdings auch die Saison 2015/16 zwischen dem NHL- und AHL-Team verbracht hatte, erfolgte im Februar 2016 ein sieben Spieler umfassendes Transfergeschäft, das Varone in die Organisation der Ottawa Senators brachte. Dort pendelte er zunächst ebenfalls zwischen NHL-Kader und dem Farmteam Binghamton Senators.
Nach der Saison 2016/17 wurde sein auslaufender Vertrag in Ottawa nicht verlängert, sodass sich Varone im Juli 2017 als Free Agent den Philadelphia Flyers anschloss. Im Trikot von deren Farmteam, den Lehigh Valley Phantoms, platzierte er sich anschließend mit 70 Punkten auf Rang zwei der AHL-Scorerliste und wurde mit dem Les Cunningham Award als wertvollster Spieler der regulären Saison ausgezeichnet sowie ins AHL First All-Star Team gewählt. Nach zwei Jahren in Philadelphia wechselte er im Juli 2019 – abermals als Free Agent – zu den Canadiens de Montréal. Diese setzten ihn ein knappes halbes Jahr bei den Rocket de Laval in der AHL ein, ehe er samt Riley Barber zu den Pittsburgh Penguins transferiert wurde. Im Gegenzug erhielten die Canadiens Joseph Blandisi und Jacob Lucchini. Nachdem er die Spielzeit 2019/20 bei den Wilkes-Barre/Scranton Penguins beendet hatte, verließ Varone erstmals Nordamerika, indem er sich im Oktober 2020 Barys Nur-Sultan aus der Kontinentalen Hockey-Liga (KHL) anschloss. Für Barys absolvierte Varone 46 KHL Partien, in denen er 27 Scorerpunkte sammelte.
Im Juli 2021 unterschrieb Varone einen Einjahresvertrag beim Lausanne HC aus der Schweizer National League, wechselte aber bereits im November desselben Jahres zum Ligakonkurrenten SC Bern. Anschließend kehrte der Kanadier zur Saison 2022/23 in die KHL zurück, wo er im Juli 2022 beim HK Spartak Moskau anheuerte. Dort verbrachte der Kanadier eine weitere Saison in der KHL. Im Juni 2023 folgte der Wechsel zur Düsseldorfer EG aus der Deutschen Eishockey Liga (DEL), wo er eine Spielzeit verbrachte und anschließend zur Spielzeit 2024/25 beim Ligakonkurrenten Grizzlys Wolfsburg einen Einjahresvertrag unterzeichnete.

## Erfolge und Auszeichnungen
- 2015 Teilnahme am AHL All-Star Classic
- 2018 Les Cunningham Award
- 2018 AHL First All-Star Team

## Karrierestatistik
Stand: Ende der Saison 2024/25
(Legende zur Spielerstatistik: Sp oder GP = absolvierte Spiele; T oder G = erzielte Tore; V oder A = erzielte Assists; Pkt oder Pts = erzielte Scorerpunkte; SM oder PIM = erhaltene Strafminuten; +/− = Plus/Minus-Bilanz; PP = erzielte Überzahltore; SH = erzielte Unterzahltore; GW = erzielte Siegtore; 1 Play-downs/Relegation; Kursiv: Statistik nicht vollständig)